# 韦勒河畔库尔塞勒
韦勒河畔库尔塞勒（法語：Courcelles-sur-Vesle，法語發音：[kuʁsɛl syʁ vɛl]）是法国上法蘭西大區埃纳省的一个市镇，属于苏瓦松区。

## 地理
韦勒河畔库尔塞勒（49°20'17"N, 3°34'19"E）面积8.81 平方千米，位于法国上法蘭西大區埃纳省，该省份为法国北部内陆省份，北起北部省，西接索姆省和瓦兹省，东临阿登省和马恩省，西南至塞纳-马恩省，东北部与比利时接壤。
与韦勒河畔库尔塞勒接壤的市镇（或旧市镇、城区）包括：布赖讷、布勒内勒、西拉科米讷、迪泽勒、利梅、帕尔、坎西苏勒蒙、圣马尔、沃坦。

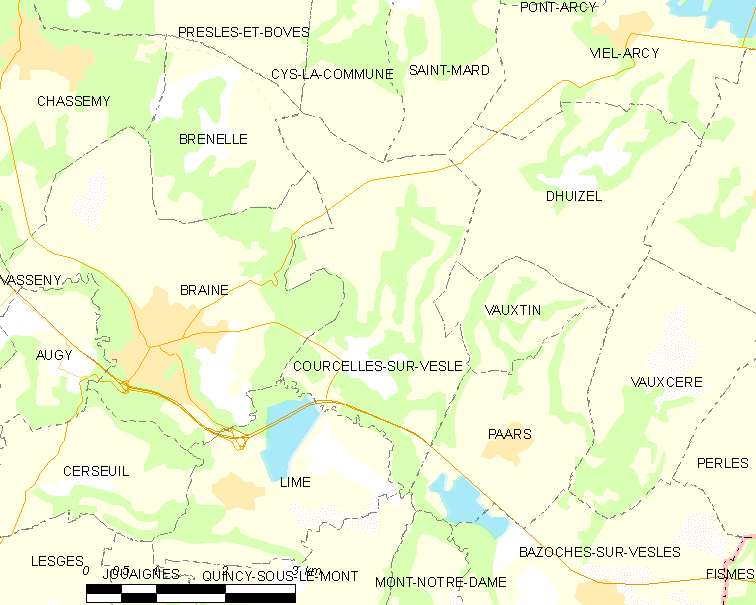
韦勒河畔库尔塞勒的OSM定位图

韦勒河畔库尔塞勒的时区为UTC+01:00、UTC+02:00（夏令时）。

## 行政
韦勒河畔库尔塞勒的邮政编码为02220，INSEE市镇编码为02224。

## 政治
韦勒河畔库尔塞勒所属的省级选区为塔德努瓦地区费尔县。

## 人口

1962-2008年间韦勒河畔库尔塞勒人口变化图示

韦勒河畔库尔塞勒于2022年1月1日时的人口数量为348人。